# Erich Bederke
Erich Bederke (ur. 3 czerwca 1895 w Grönbergu, zm. 19 kwietnia 1978 w Getyndze) – niemiecki geolog, profesor Uniwersytetu Wrocławskiego.

## Życiorys
Uczeń Hansa Cloosa. Studia na Schlesische Friedrich-Wilhelms-Universität zu Breslau zaczął w 1913, początkowo z chemii i fizyki, jednak w 1917 przeniósł się na kierunek geologiczny tej uczelni. Doktorat obronił w 1918, habilitował się w 1923. Tuż po studiach wszedł do zespołu badawczego profesora Cloosa, badając budowę geologiczną Sudetów, zwłaszcza masyw granitowy kłodzko-złotostocki. Następnie koncentrował się na badaniach dewonu sudeckiego oraz tektoniki Sudetów. Wysunął hipotezę, że najważniejszą dla powstania orogenu sudeckiego była orogeneza kaledońska. Stwierdził też, że gnejsy Gór Sowich są starsze od kaledonidów, a w Sudetach Wschodnich przeważała orogeneza waryscyjska.
W 1931 został wybrany na dyrektora Instytutu Geologii i Paleontologii Uniwersytetu Wrocławskiego, które to stanowisko piastował do końca wojny w 1945. Doprowadził do ewakuacji znacznej części zbiorów mineralogicznych i geologicznych przed oblężeniem Wrocławia, przyczyniając się do ich uratowania. Ewakuowany z Wrocławia w styczniu 1945, udał się do Getyngi, gdzie został profesorem tamtejszego uniwersytetu.
Lista publikacji Bederke 
- Bederke, E. 1924. Das Devon in Schlesien und das Alter des Sudetenfaltung. Forschritte der Geologie und Paleontologie 2, 1-50.
- Bederke, E., 1927. Zum Gebirgsbau der mittleren Sudeten. [O budowie Środkowych Sudetów] Geol. Rdsch., 18, 225-229.
- Bederke, E., 1929. Die varistische Tektonik der mittleren Sudeten. Fortschr. Geol. Und Paläont., H. 23, 1-150.
- Bederke, E., 1934. Sudetenrand und Eulengneisproblem. [Zagadnienie brzegu Sudetów oraz gnejsów Gór Sowich] Veröff., Schles. Ges. Erdk., 21, 351-366.
- Bederke, E., Fricke, K., 1942. Das Niederschlesische Gebiet (Innersudetisches Steinkohlenbecken). Essen, Dtsch. Steinkohlenbergbau, T. 1, 227-242.

Był też współautorem szeregu map geologicznych Sudetów.